# Escola de Pilotos de Teste Navais dos Estados Unidos

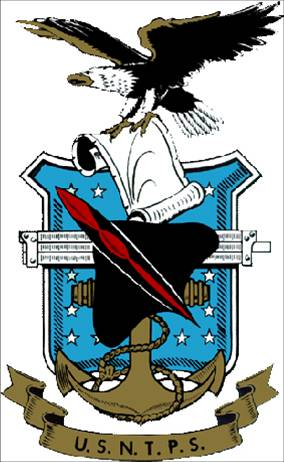
Brasão da escola

Escola de Piloto de Teste Naval dos Estados Unidos (em inglês United States Naval Test Pilot School) é uma escola naval de pilotagem fundada em 1945 e localizada na Estação Aeronaval de Patuxent River, em Patuxent River, estado de Maryland, Estados Unidos.
A escola fornece instrução para pilotos e oficiais de voo experientes da Força Aérea, Marinha, Exército, Corpo de Fuzileiros Navais e engenheiros, nos processos e técnicas de aeronaves e teste e avaliação de sistemas de voo. O processo de seleção é bastante competitivo e os inscritos são selecionados por um comitê de seleção.
A USNTPS é a única escola nas Forças Armadas que oferece cursos acadêmicos sobre helicópteros. A escola opera com cerca de 50 aeronaves de treze tipos diferentes e os estudantes voam entre 15 e 20 diferentes tipos de aeronaves durante o curso.